# Cox-Klemin CK-18
Le Cox-Klemin CK-18 était un hydravion à coque amphibie, construit aux États-Unis dans l’entre-deux-guerres.